# 馬門郡
马门郡，中国南北朝时设置的郡。
南朝齐武帝时设置马门郡，属越州。治所在钟吴县（今广西博白县境）。下辖钟吴县、田罗县、马陵县、思宁县。辖境相当今广西壮族自治区玉林市博白县附近。南朝梁废马门郡。